# Porta Sant'Alessandro
La Porta Sant'Alessandro (en dialecte Bergamasque Pórta Sant'Alessànder) est l'une des quatre portes qui accèdent à la partie supérieure de la ville de Bergame et fait face à l'ouest ; elle tire son nom de la basilique Sant'Alessandro, détruite pour la construction des murs vénitiens en 1561. La partie supérieure de la ville de Bergame était protégée par des murs depuis l'époque romaine, avec quatre portes orientées aux points cardinaux, dont il reste peu de preuves ; en revanche, certaines parties des murs médiévaux sont restées visibles dans la Via Arena, la Via del Vàgine et vers le monastère de Santa Grata inter Vites, à Borgo Canale. En 1112, Moïse de Bergame a écrit dans  le  poème Liber Pergaminius, à la gloire de Bergame, que la ville contenait trois collines (celles de S. Giovanni, S. Salvatore et S. Eufemia) et avait quatre portes vnuator Urbs oris portis patis ipsa quaternis interius grummis ceu diximus edita terni.
Le 9 juillet 2017, les murs vénitiens ont été intégrés à l'UNESCO en tant que site du patrimoine mondial, dans le site transnational Ouvrages de défense vénitiens entre le XVIe et XVIIe siècles : Stato da Terra-État de la mer occidentale.

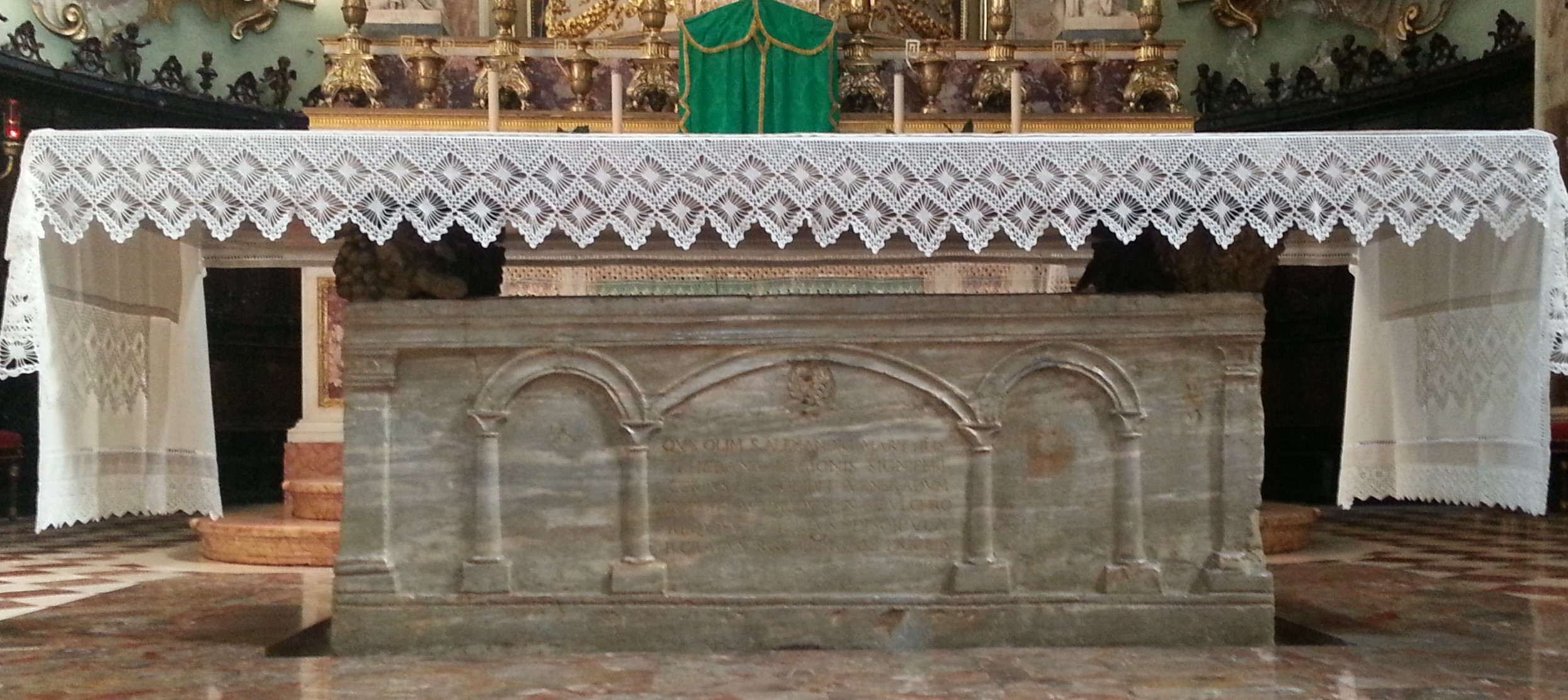
Autel de l'église S. Alessandro della Croce, le premier tombeau de Sant'Alessandro.

## Description
C'était la porte la mieux protégée par les canonnières placées dans le bastion Sant'Alessandro, et bien que structurellement similaire à la Porta Sant'Agostino, elle est beaucoup plus rustique. La partie extérieure est en pierre grise jusqu'à la hauteur du cordon, et la partie supérieure est jaune jusqu'à la hauteur du toit.